# Stockfish (szachy)
Stockfish – komputerowy program szachowy (a dokładniej silnik szachowy), którego autorami są Marco Costalba, Tord Romstad, Joona Kiiski i inni. Program został upowszechniony na licencji wolnego oprogramowania. Kod programu powstał na podstawie innego silnika szachowego, Glaurung, również wydanego na takiej licencji.
Program występuje w wersjach 32- i 64-bitowych oraz działa na platformach Windows, Linux, Android oraz Mac OS X. Jest wysoko oceniany w różnych rankingach programów szachowych, często na pierwszym miejscu, w towarzystwie AlphaZero, Leela Chess Zero, Komodo i Houdini. Jego szacowany rating ELO wynosi około 3643.
Wraz z premierą wersji 3 udostępniona została otwarta platforma testowa Fishtest, umożliwiająca internautom przesyłanie poprawek do kodu źródłowego programu lub udostępnienie mocy obliczeniowej swoich komputerów do prowadzenia testów nowych wersji silnika. Na liście współtwórców kodu źródłowego wymienia się ponad 100 osób.